# Shinkichi Tajiri

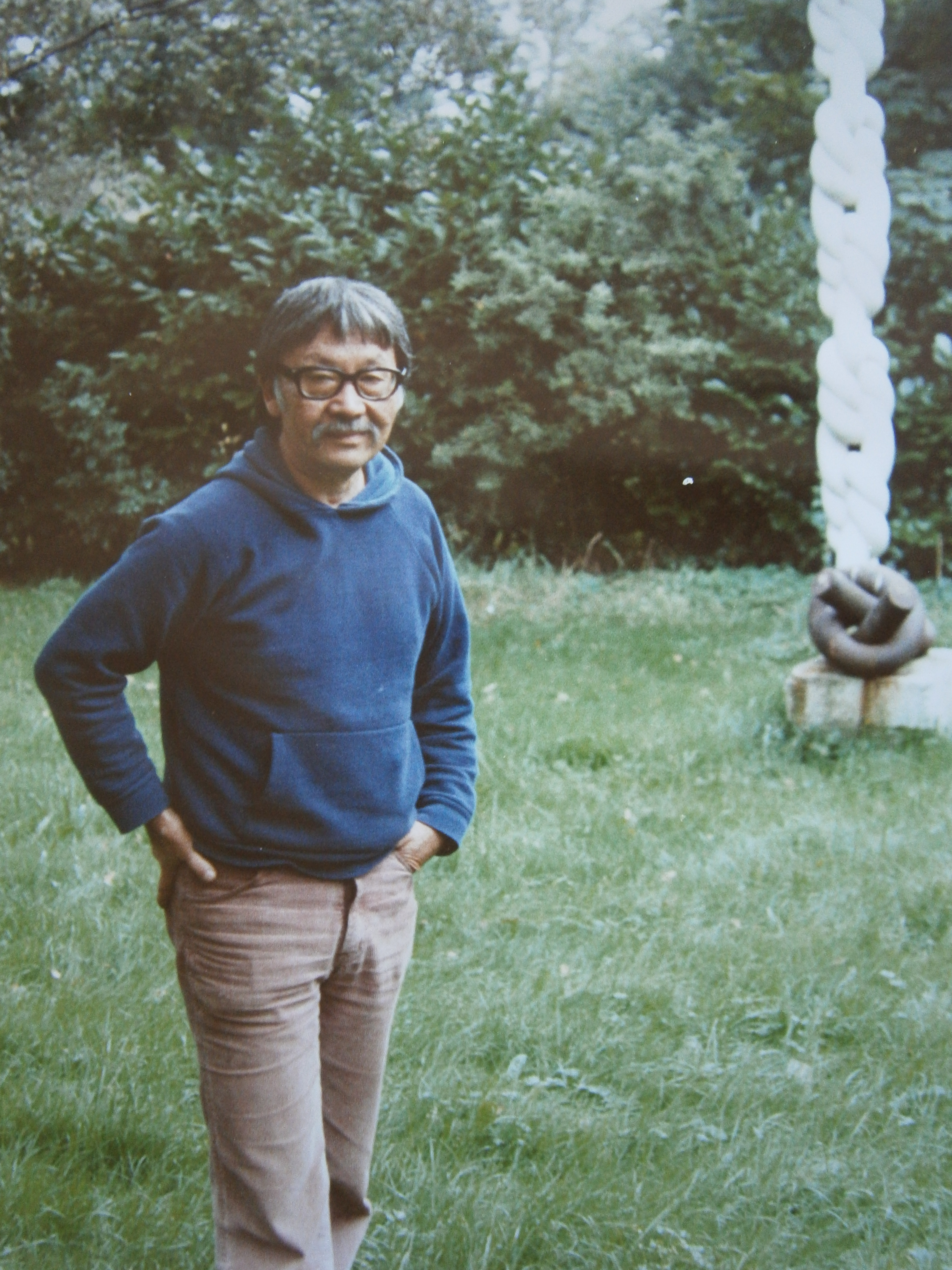
Shinkichi Tajiri

Shinkichi Tajiri, född 7 december 1923 i Watts i Los Angeles i USA, död 15 mars 2009 i Baarlo i Nederländerna, var en amerikansk-nederländsk skulptör, målare, fotograf och filmare.    
Shinkichi Tajiri föddes som den femte i en syskonskara på sju barn till Ryukichi Tajiri och Fuyo Kikuta, som emigrerat från Japan till USA 1906 respektive 1913. År 1936 flyttade familjen från Watts till San Diego, där fadern dog när Shinkichi Tajiri var 15 år gammal. Han fick sina första lektioner i skulptur vid 17 års ålder av Donal Hord.

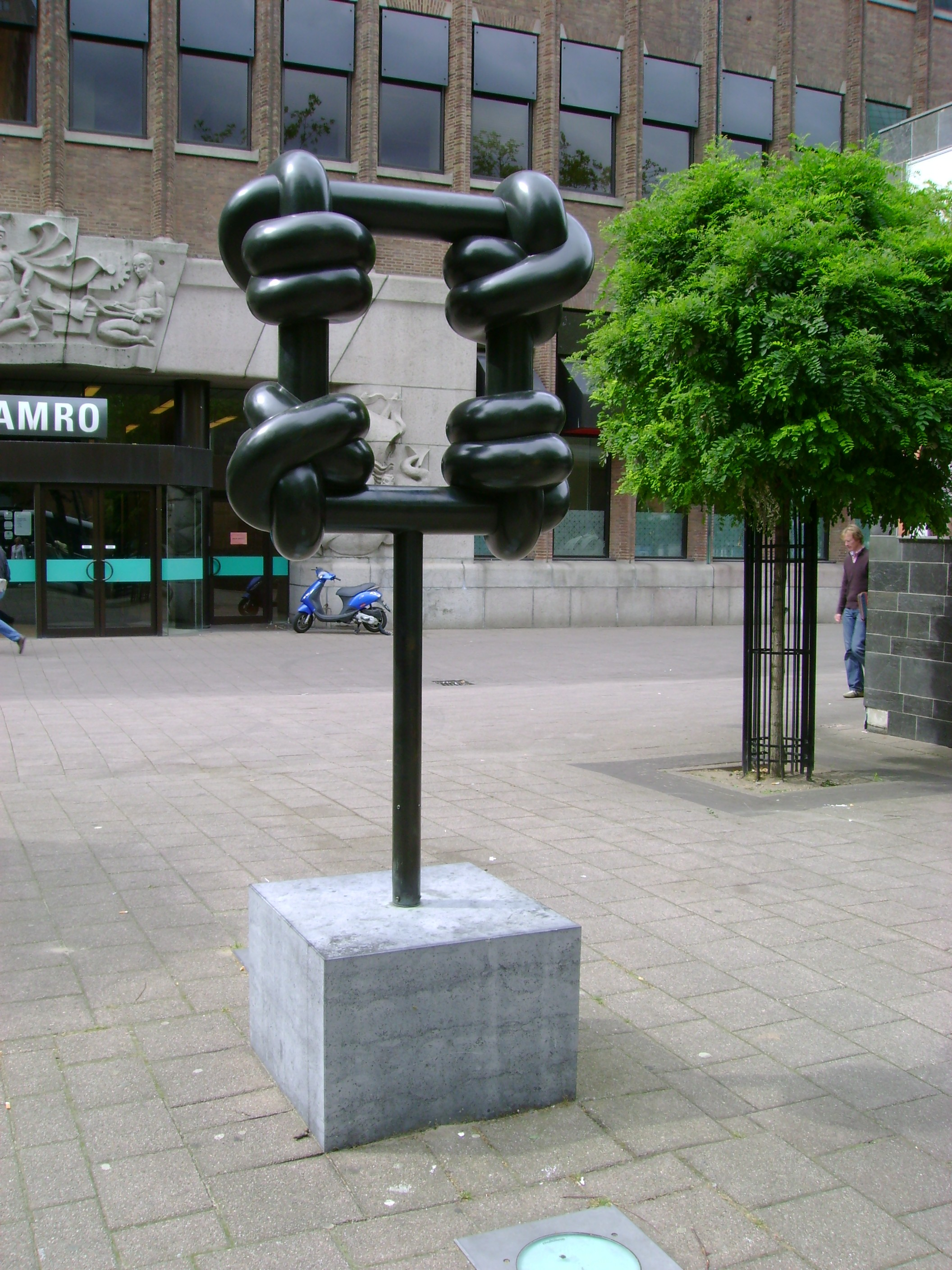
De Knoop på Coolsingel i Rotterdam, 1976

År 1942 internerades Shinkichi Tajiri med familjen till koncentrationslägret Poston War Relocation Center i Arizona. Ett år senare blev han, liksom brodern Vincent, frivillig soldat i en arméenhet, vilken var i strid i Europa från 1943. Han sårades där i juli 1944 i strid i Italien. Han demobiliserades i Tyskland i januari 1946.

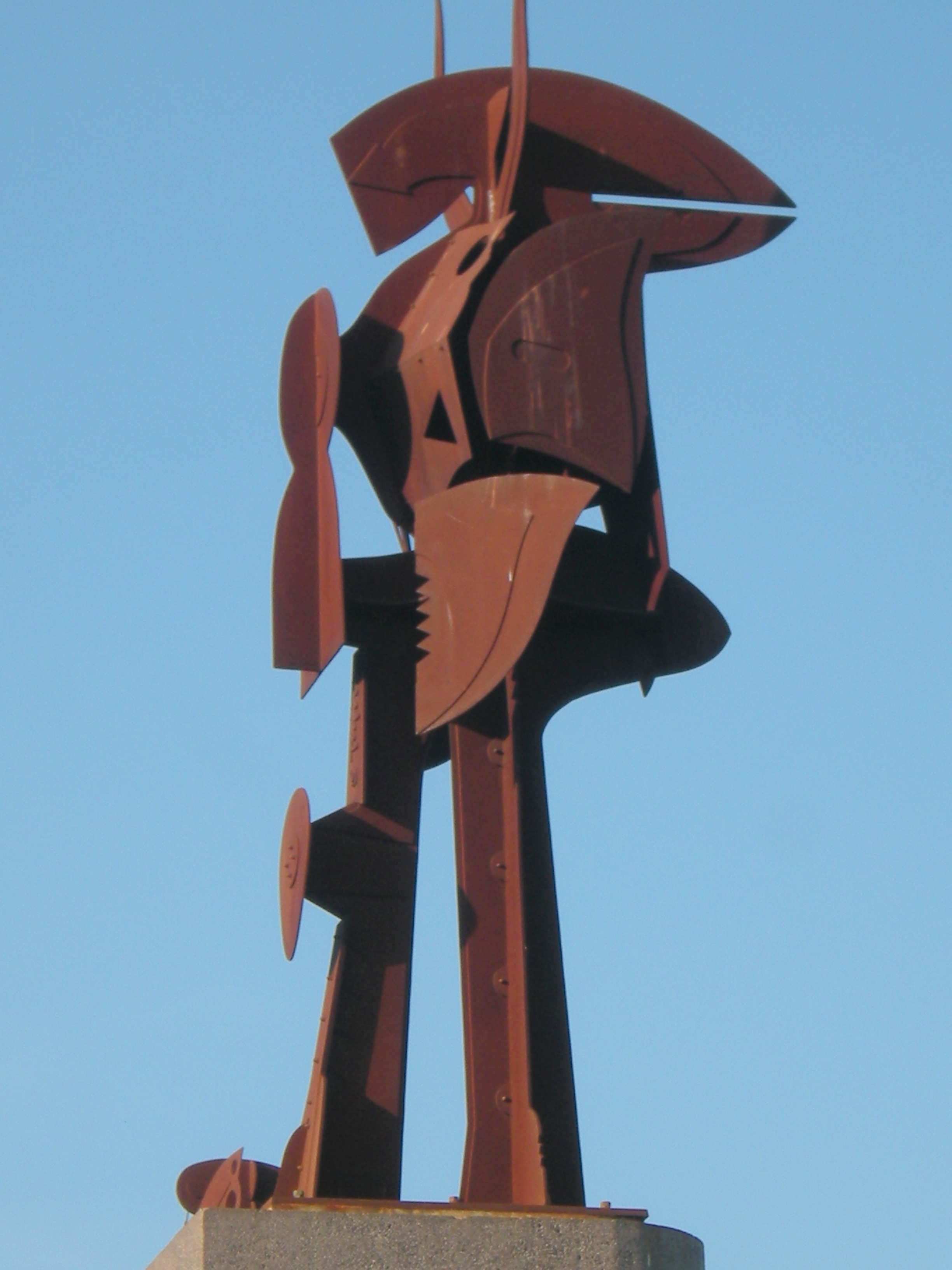
Brugwachter i Venlo

Shinkichi Tajiri utbildade sig efter andra världskriget vid Art Institute of Chicago 1946-48. Han lämnade USA i protest mot behandlingen av den japanska minoriteten under kriget. I Paris studerade han från 1949 för Ossip Zadkine och Fernand Léger. Där mötte han också Karel Appel och Corneille och han deltog i avant garde-gruppen Cobra:s utställning 1951 på Stedelijk Museum i Amsterdam.  Han undervisade 1951 på Werkkunstschule Wuppertal i Tyskland och fick samma år guldpalmen i Cannes för sin första kortfilm, The Vipers.
Han bodde från 1956 i Nederländerna, från 1962 i Baarlo och arbetade där som målare och skulptör. Han deltog i documenta i Kassel 1959; 1964, 1968 och 1969. Från 1969 undervisade han på Hochschule für Bildende Künste i Berlin. Tajiri är representerad vid bland annat Göteborgs konstmuseum.

## Filmografi
- Bodil Joensen - en sommerdag juli 1970, en dokumentärfilm om den danska porrskådespelaren Bodil Joensen.

## Bildgalleri

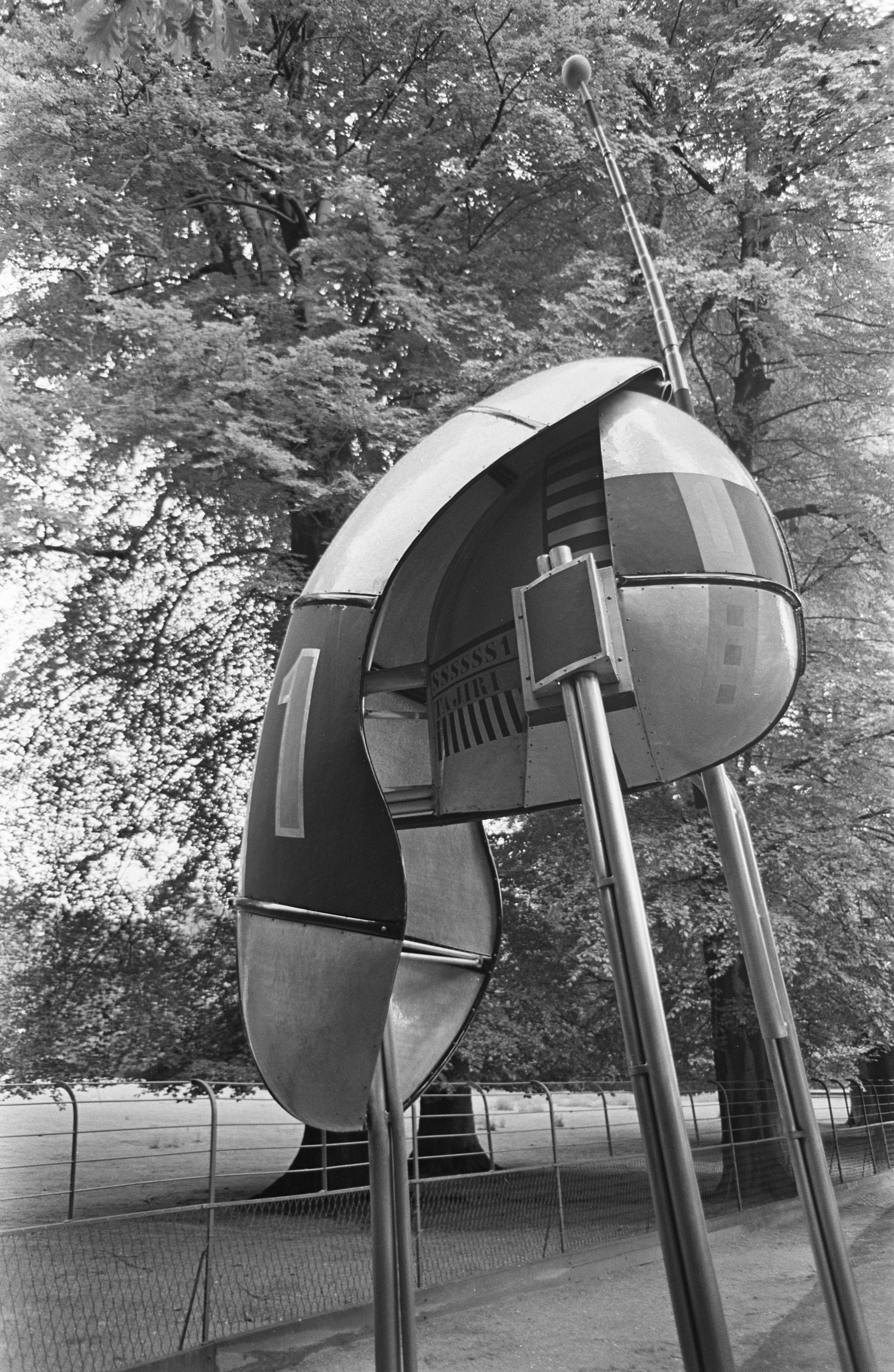
Nummer 1 i Sonsbeek, 1966
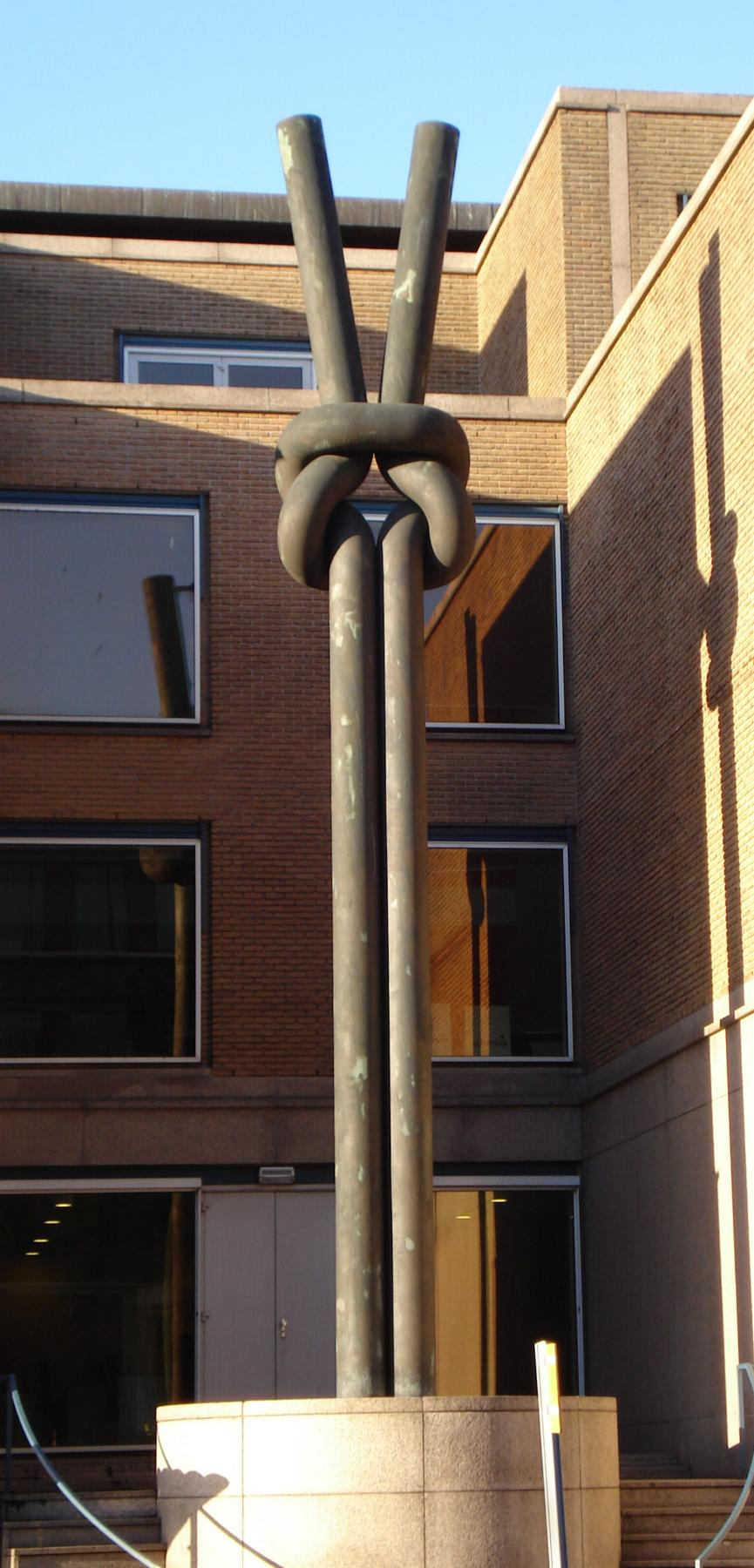
Square Knot i Haag, 1986
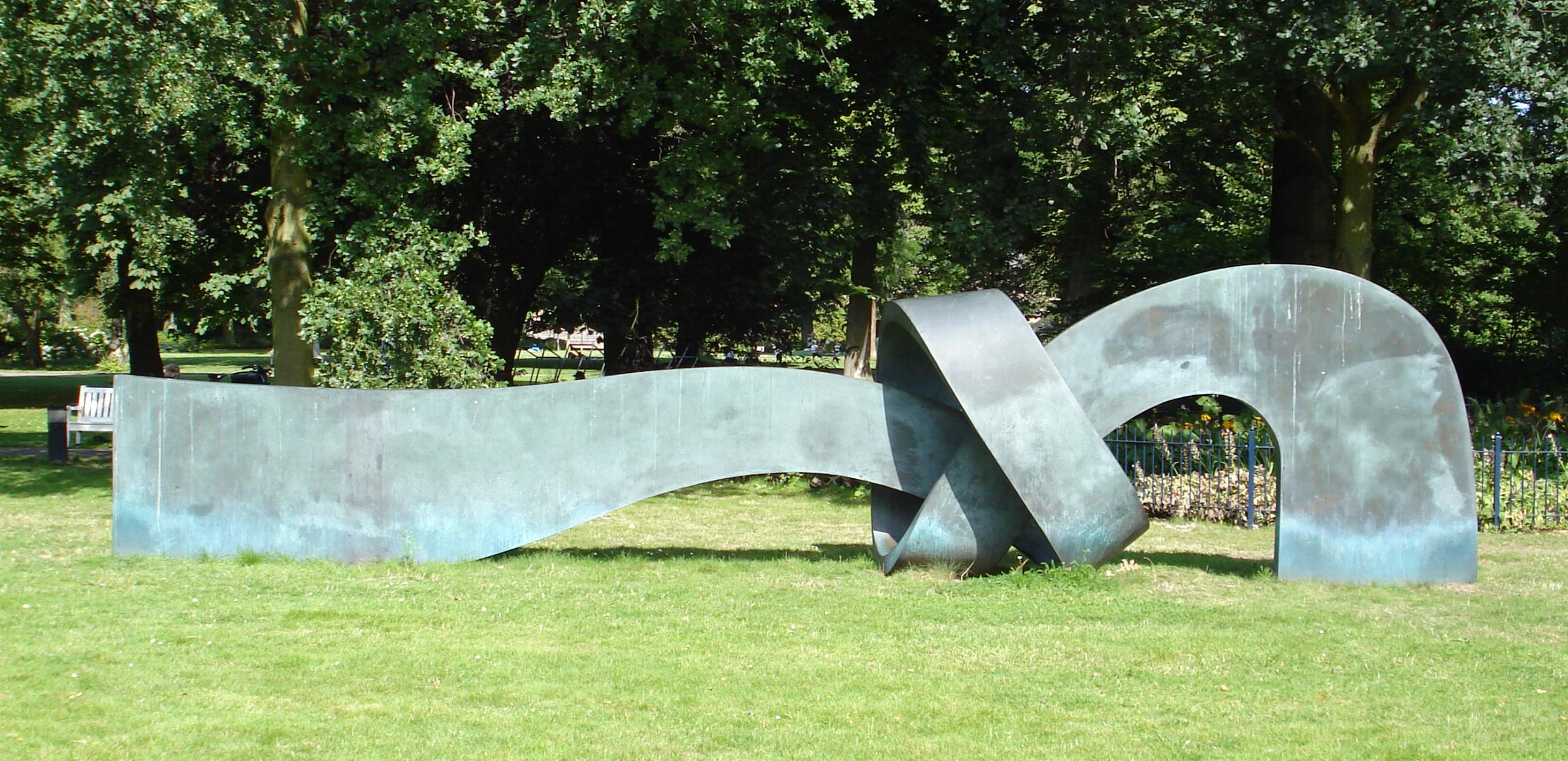
Royal Knot, Noordeinde i Haag, 1991
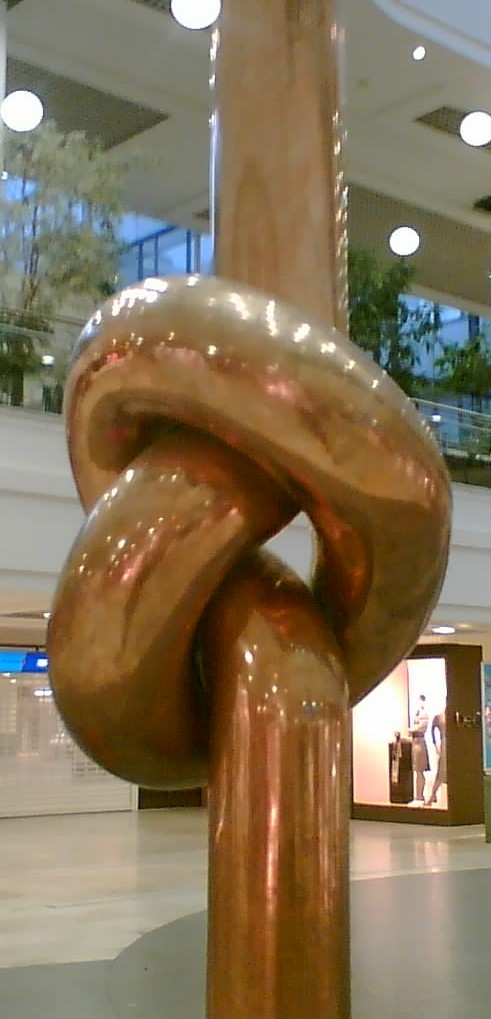
Detalj av Knoop, Hoog Catharijne i Utrecht
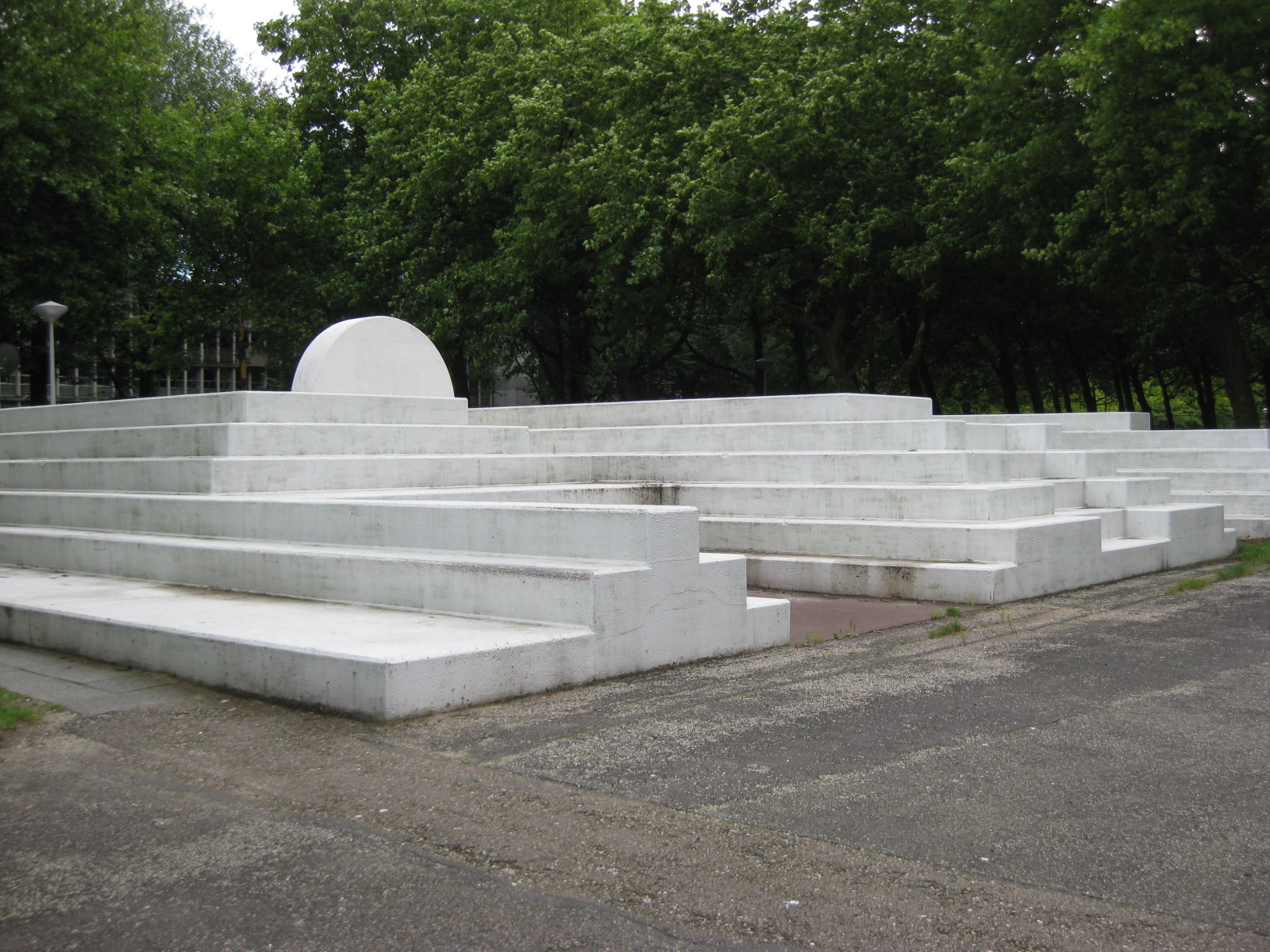
Skulptur på Ontmoetingsplaats i Amsterdam
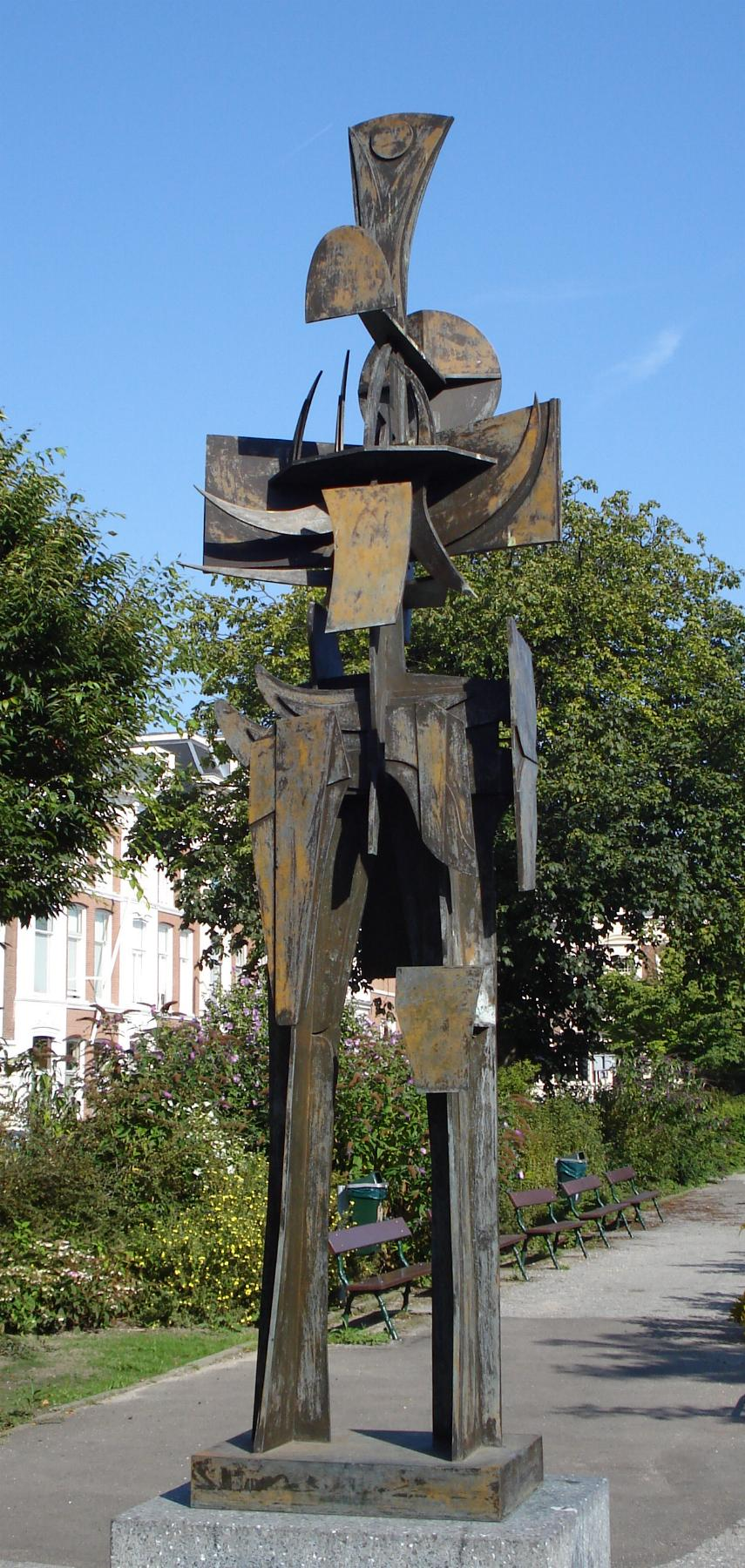
Wachter i Haag